# Aymen Mathlouthi
Aymen Mathlouthi Balbouli (ur. 14 września 1984 w Tunisie) – piłkarz tunezyjski grający na pozycji bramkarza.

## Kariera klubowa
Mathlouthi piłkarską karierę rozpoczął w klubie Étoile Sportive du Sahel. W 2003 roku zadebiutował w jego barwach w pierwszej lidze tunezyjskiej, gdzie z czasem stał się pierwszym bramkarzem. W 2004 i 2005 dochodził do finału Ligi Mistrzów (porażki w finałach kolejno z Enyimba FC i Al-Ahly Kair). W 2005 roku zdobył Puchar Ligi Tunezyjskiej, a w 2006 – Puchar Konfederacji CAF. Największe sukcesy osiągnął w 2007 roku, gdy z Étoile Sportive wygrał Ligę Mistrzów i wywalczył swoje pierwsze mistrzostwo kraju w karierze. Wystąpił też w Klubowym Pucharze Świata.

## Kariera reprezentacyjna
W reprezentacji Tunezji Mathlouthi zadebiutował 2 czerwca 2007 roku w wygranym 4:0 meczu z Seszelami. W 2008 roku został powołany przez Rogera Lemerre na Puchar Narodów Afryki 2008.